# 丁家洲站
丁家洲站位于中华人民共和国江西省南昌市西湖区抚生南路与云海路交叉口地下，是南昌地铁4号线的地铁车站，本站于2021年12月26日和4号线一同启用。

## 车站结构
车站位于抚生南路与云海路交叉口，为地下二层岛式车站:54。

### 楼层
| 1层  | 地面               | 出入口                           |  |  |
| -1层 | 站厅               | 自动售票机、客服中心             |  |  |
| -2层 |                    | █ 4号线 往白马山（新洪城大市场） |  |  |
|      | 岛式站台，左侧开门 |                                  |  |  |
|      |                    | █ 4号线 往鱼尾洲（观洲）         |  |  |

### 出入口
| 编号                   | 指示                     | 图片 | 建议前往的目的地                         |
| ---------------------- | ------------------------ | ---- | ---------------------------------------- |
| 出口 · 1L              | 抚生南路东侧，云海路北侧 |      | 西湖区足球文化主题公园                   |
| 出口 · 2L              | 抚生南路西侧，云海路北侧 |      | 老洲街、国贸天琴湾、永乐路               |
| 出口 · 3L · 升降机标志 | 抚生南路西侧，云海路南侧 |      | 朝农街、华润橡树湾、永乐路、老洲永富小区 |
| 出口 · 4L              | 抚生南路东侧，云海路南侧 |      |                                          |
| 註： 設有              |                          |      |                                          |

## 历史
- 2016年6月8日，江西省环境保护厅发布了《南昌市轨道交通4号线一期工程拟受理情况的公示》[3]，并公布了《南昌市轨道交通4号线一期工程环境影响报告书（全文公示稿）》，由此得知本站工程名为云海路站[2]。
- 2017年2月8日，南昌轨道交通集团有限公司公布了《2、3号线站点更名及4号线命名方案获批》，由此得知本站正式站名为丁家洲站[4]。